# 吉沢梨絵
吉沢 梨絵（よしざわ りえ、1976年9月25日 - ）は、日本の歌手、女優。東京都目黒区出身。現在は東宝芸能所属。

## 略歴
1981年、劇団ひまわり入団。子役時代からテレビドラマや映画などに出演。
1997年7月24日、角松敏生プロデュース「Give it up」でエイベックス（VOCALAND）からデビュー。7枚のシングル、2枚のアルバムをリリース。
2002年、劇団四季入団。『マンマ・ミーア!』『赤毛のアン』『ふたりのロッテ』で主演をつとめたのをはじめ、数多くのミュージカル作品に出演。
2009年に退団、渡英。
2010年秋に帰国後、2011年から日本での芸能活動を本格的に再開。
2016年10月26日、自身のブログで第1子妊娠を発表、同年11月11日に自身のブログで女児出産を発表。
2017年12月よりacali所属であったが2021年9月からプロダクション尾木に所属。

## ディスコグラフィー
1点を除き、全てエイベックス内のCutting edgeよりリリース

### シングル
| リリース日     | タイトル             | 収録曲 | 備考 |
| -------------- | -------------------- | --- | --- |
| 1997年7月24日  | Give it up           | 1. Give it up 2. Give it up（EXTENDED"吉沢"Rie Mix） 3. Give it up（Instrumental）                                                                   | - 吉沢梨絵 from VOCALAND名義 |
| 1997年11月6日  | Never gonna miss you | 1. Never gonna miss you 2. Never gonna miss you（Female Version） 3. Never gonna miss you（Male Version） 4. Never gonna miss you（Instrumental）    | フジテレビ系「P-STOCK」テーマソング - 吉沢梨絵 Duet with KADOMATSU.T名義                                                        |
| 1998年2月25日  | ALL OF YOU           | 1. ALL OF YOU 2. ALL OF YOU（EXTENDED"ほのぼの"Mix） 3. ALL OF YOU（Instrumental）                                                                   | フジテレビ系「P-STOCK」エンディングテーマ フジテレビ系「おはよう!ナイスデイ」エンディングテーマ                                 |
| 1998年7月16日  | サヨナラはくちぐせ   | 1. サヨナラはくちぐせ 2. サヨナラはくちぐせ（EXTENDED"恋してもいいじゃない"Mix） 3. サヨナラはくちぐせ（Instrumental）                               | フジテレビ系「P-STOCK」エンディングテーマ TBS系「噂の!東京マガジン」エンディングテーマ - この作品まで角松敏生がプロデュースした |
| 1999年1月27日  | FOR REAL             | 1. FOR REAL 2. FOR REAL（Dub's R&B Remix） 3. FOR REAL（Instrumental）                                                                               | フジテレビ系「P-STOCK」エンディングテーマ                                                                                       |
| 1999年6月9日   | 終われない理由-CUBE- | 1. 終われない理由-CUBE- 2. 終われない理由-CUBE-（The reason why......Dub's Remix） 3. 終われない理由-CUBE-（Instrumental）                           | |
| 1999年11月10日 | ねぇ何で…            | 1. ねぇ 何で… 2. ねぇ 何で…（Maestro-T Remix） 3. ねぇ 何で…（Instrumental）                                                                         | アニメ「トラブルチョコレート」エンディングテーマ                                                                                |
| 2000年2月23日  | nobody knows         | 1. nobody knows 2. 2stones 3. nobody knows（Grow Sound Mix） 4. 2stones（Kazz Turbo Mix） 5. nobody knows（Instrumental） 6. 2stones（Instrumental） | 初のマキシシングル |
| 2001年6月20日  | 名前のない色         | 1. 名前のない色 2. こわがりな耳 3. 冬を越えた風 4. 名前のない色（Instrumental）                                                                      | P-VINE RECORDSよりリリース |

### アルバム
| リリース日    | タイトル      | 収録曲 | 備考 |
| ------------- | ------------- | --- | ---- |
| 1999年2月24日 | SWEET REVENGE | 1. 鼓動～OVERTURE～ 2. Just in my life 3. FOR REAL（Album version） 4. Give it up 5. morning,morning 6. RISE 7. All OF YOU 8. サヨナラはくちぐせ 9. SWEET TABOO 10. 鼓動 |      |
| 2000年3月29日 | juicy         | 1. Opening ～Color of POWER～ 2. Somedays 3. no...,NO! 4. Interlude ～YOU don't have to worry～ 5. time 6. 2 Stones（Album version） 7. Interlude ～Change the world～ 8. 消えそうな思い 9. nobody knows（Album version） 10. Interlude ～Love dance～ 11. right here 12. Interlude ～Wanna get your love～ 13. Lie's in your eyes on me 14. Interlude ～Voice from the sky～ 15. Reasons 16. 一人じゃないから 17. Openning ～Color of POWER ～（full version） 18. 終われない理由（The reasons why...Dub's Remix） 19. ねぇ 何で（Maestro-T Remix） |      |

### ライブ
- TOSHIKI KADOMATSU CONCERT “He is Back”  ＠日本武道館※ゲスト出演（1998年5月18日）
- 吉沢梨絵 芸能生活30周年記念スペシャルライブ「RIELIZE 2011'」＠原宿ラドンナ（2011年10月2日）
- 「RIELIZE 2012' Spring」@恵比寿Act Square（2012年4月29日）
- 「木村花代2012Birthday Live～35steps～」@目黒Blues Alley Japan※ゲスト出演（2012年11月26日）
- 吉沢梨絵ライブ「クリスマスの過ぎた夜に」＠六本木 音楽実験室 新世界（2012年12月29日）
- 吉沢梨絵ライブ「RIELIZE 2013' Birthday Live」＠六本木 STB139（2013年9月1日）
- TOSHIKI KADOMATSU 35th Anniversary Live ～逢えて良かった～ ＠横浜アリーナ※ゲスト出演（2016年7月2日）
- TOSHIKI KADOMATSU 40th Anniversary Live ＠横浜アリーナ※ゲスト出演（2021年6月19日）

## 出演

### テレビドラマ
- 宇宙刑事シャリバン 第39話「人形は知っている イガ戦士の心の傷を」（1983年、テレビ朝日） - 少女時代のベル・ヘレン 役
- 流れ星佐吉 第21話「娘に睨まれさあ大変!」（1984年、関西テレビ）
- 太陽にほえろ! 第632話「恐ろしい」（1985年、日本テレビ）
- ハーフポテトな俺たち（1985年、日本テレビ）
- 十五少年漂流記 忘れられない夏休み（1986年、TBS）
- 金曜女のドラマスペシャル「失語」（1987年、フジテレビ）
- 光戦隊マスクマン 第19話「妖魔! アナグマス」（1987年、テレビ朝日） - かおり 役
- ドラマ23「誘われて」（1988年、TBS）
- 若奥さまは腕まくり!（1988年、TBS） - ミドリ 役
- 3年B組金八先生 第8話（1988年、TBS） - 榊原知美の妹 役
- 中森明菜のスパゲティー恋物語（1988年4月14日、フジテレビ） - 野村大空 役
- 新春ドラマスペシャル「春燈」（1989年、テレビ朝日）
- 明日に向かって走れ!（1990年、フジテレビ）
- 続続・三匹が斬る! 第19話「さらば三匹、消えた七番目の隠密」（1990年、テレビ朝日） - おさと 役
- 世にも奇妙な物語「受験生」（1991年、フジテレビ） - 高田恵美 役
- 水曜グランドロマン「東京へ行こう!」（1991年、日本テレビ）
- 時代劇スペシャル「忠臣蔵 風の巻・雲の巻」（1991年、フジテレビ）
- 鬼平犯科帳「おみよは見た」（1992年、フジテレビ） - おみよ 役
- 金曜日ドラマシアター「オレゴンから愛'92 -そよ風をトラックにのせて-」（1992年、フジテレビ）
- ネオドラマ「恋の宿題」（1992年、テレビ朝日）
- ハイビジョンドラマスペシャル 「その木戸を通って」〜市川崑監督作品〜（1993年、フジテレビ）
- 日本名作ドラマ「真実一路」〜市川崑監督作品〜（1993年、テレビ東京）
- 連続テレビ小説「ええにょぼ」（1993年、NHK）
- 土曜ワイド劇場「西村京太郎トラベルミステリー 25・東北新幹線〝やまびこ〟5号の殺意」（1994年、テレビ朝日） - 工藤夏代 役
- 御家人斬九郎（1995年第1シリーズ、1997年第2・第3シリーズ、フジテレビ） - 松平須美 役
- 風の刑事・東京発! 第2話「失われた記憶! 幻の駅に立つ女」（1995年、テレビ朝日） - 大沢翔子 役
- 日曜ナイトプレミア「バラ色の聖戦」（2011年、テレビ朝日） - 英子 役
- ドラマチックサンデー「早海さんと呼ばれる日」（2012年1月、フジテレビ） - 寺田美咲 役
- 橋田壽賀子ドラマスペシャル「妻が夫をおくるとき」（2012年7月、TBS） - 夏川看護師 役
- 金曜ナイトドラマ「お天気お姉さん」（2013年4月、テレビ朝日） - 小杉珠美 役
- テレビ朝日ドラマスペシャル「味いちもんめ」（2013年5月、テレビ朝日） - 伊橋みどり 役
- 金曜ドラマ「なるようになるさ。」（2013年7月、TBS）
- 日曜劇場「半沢直樹」（2013年7月、TBS） - 小村の娘、優子 役
- 月曜ミステリーシアター「刑事のまなざし」（2013年12月、TBS） - 田中真紀 役
- 月曜ミステリーシアター「警部補・杉山真太郎〜吉祥寺署事件ファイル」（2015年1月、TBS）
- 大河ドラマ・花燃ゆ（2015年1月 - 、NHK） - 貞鏡院 役
- 土曜ワイド劇場特別企画「スペシャリスト3」（2015年2月28日、テレビ朝日） - 加藤芳子 役
- 闇の伴走者（2015年4月11日 - 5月9日、WOWOW） - 宮脇亜希 役[5]
  - 闇の伴走者〜編集長の条件（2018年3月31日 - 4月28日、WOWOW） - 宮脇亜希 役[6]
- 土曜ワイド劇場「検事・朝日奈耀子17」（2016年4月9日、テレビ朝日） - 大泉夕子 役
- 日曜劇場「小さな巨人」（2017年、TBS） - 小野田ゆかり 役
- 日曜劇場「99.9-刑事専門弁護士- SEASON II」（2018年、TBS） - 工藤純恵 役
- 義母と娘のブルース（2018年、TBS）
- 未来への10カウント 第2話 -（2022年4月21日 - 、テレビ朝日） - 水野響子 役
- 刑事7人 第8シリーズ（2022年） - 園田一美 役
- 特捜9 season6 最終話（2023年5月31日、テレビ朝日） - 真田美奈 役
- アイシー〜瞬間記憶捜査・柊班〜 第7話・第8話（2025年3月4日・11日、フジテレビ） - 花形詩織 役[7]

### 映画
- 愛はクロスオーバー（1987年11月14日、東映） - 百合 役[8]
- ひめゆりの塔（1995年5月27日、東宝） - 知念雅子 役

### 舞台
- マンマ・ミーア!（2002年 - 2008年、劇団四季） - ソフィ 役
- コーラスライン（2004年 - 2006年、劇団四季） - ディアナ 役
- 夢から醒めた夢（2005年 - 2009年、劇団四季） - 主演 ピコ 役
- ふたりのロッテ（2007年、劇団四季） - 主演 ロッテ 役
- 赤毛のアン（2008年 - 2009年、劇団四季） - 主演 アン・シャーリー 役
- OFF OFF BROADWAY JAPAN「12〜twelve」（2011年、2012年） - 主演 8番 役
- ア・ソング・フォー・ユー（2011年12月 - 1月） - ケイ 役
- 帝国劇場ミュージカル「ルドルフ・ザ・ラスト・キス」（2012年7月5日 - 29日） - ステファニー 役
- 「文七元結 petit musical!!」（2012年8月・2013年8月） - 主演 文七 役
- Score オフブロードウェイミュージカル「Ordinary Days 〜なにげない日々〜」演出:藤倉梓 作詞 / 作曲:Adam Gwon（2013年10月17日 - 22日） - クレア 役
- 大人の麦茶「ゆびに のこる かおり」脚本 / 演出:塩田泰造（2013年11月29日 - 12月8日）
- 帝国劇場ミュージカル「レディ・ベス」（2014年4月11日 - 5月24日） - メアリー・チューダー 役
- I HAVE A DREAM（2015年、ミュージカル座） - 主演 ジャネット 役
- 銀岩塩旗揚げ公演 銀岩塩vol.1「ジアースアートネオライン 神聖創造物 〜その老人は 誰よりも 若かった〜」（2015年12月30日 - 2016年1月3日、本多劇場）
- ミュージカル座「ひめゆり」（ミュージカル）（2019年7月・2021年7月）上原婦長役
- 帝国劇場ミュージカル「レディ・ベス」（2017年10月 - 11月） - メアリー・チューダー 役
- キッド・ヴィクトリー（2021年12月）
- 本格ミステリー歌劇『46番目の密室』（2023年10月15日 - 22日、KAAT神奈川芸術劇場 ホール） - 真壁佐智子 役[9]
- ミュージカル『ロミオ&ジュリエット』（2024年5月16日 - 7月15日、新国立劇場 中劇場 他） - 乳母 役[10]
- ミュージカル『You Know Me 〜あなたとの旅〜』（2024年11月19日 - 24日、シアター代官山）[11]
- ミュージカル『Under The Mushroom Shade』（2025年6月21日 - 29日〈予定〉、サンモールスタジオ） - ヘレンの母 役[12]

### CM
- トワイニング紅茶（1991年）
- 劇団四季『マンマ・ミーア!編』『ライオンキング編』『キャッツ編』（2004年 - 2008年）

### 音楽番組
- フジテレビ『P-STOCK』（1997年）
- フジテレビ『Daiba:ba』（1997年）
- フジテレビ『ミュージックフェア』（1998年）、〜ミュージカルの魅力・劇団四季特集〜（2004年）
- フジテレビ『HEY!HEY!HEY! MUSIC CHAMP』クリスマススペシャル（1998年）
- TBS『COUNT DOWN TV』（1998年）※角松敏生と出演